# Chrysogorgia rigida
Chrysogorgia rigida is een zachte koraalsoort uit de familie Chrysogorgiidae. De koraalsoort komt uit het geslacht Chrysogorgia. Chrysogorgia rigida werd in 1902 voor het eerst wetenschappelijk beschreven door Versluys.